# Spiraea dasyantha
Spiraea dasyantha là loài thực vật có hoa trong họ Hoa hồng. Loài này được Bunge miêu tả khoa học đầu tiên năm 1835.

## Hình ảnh

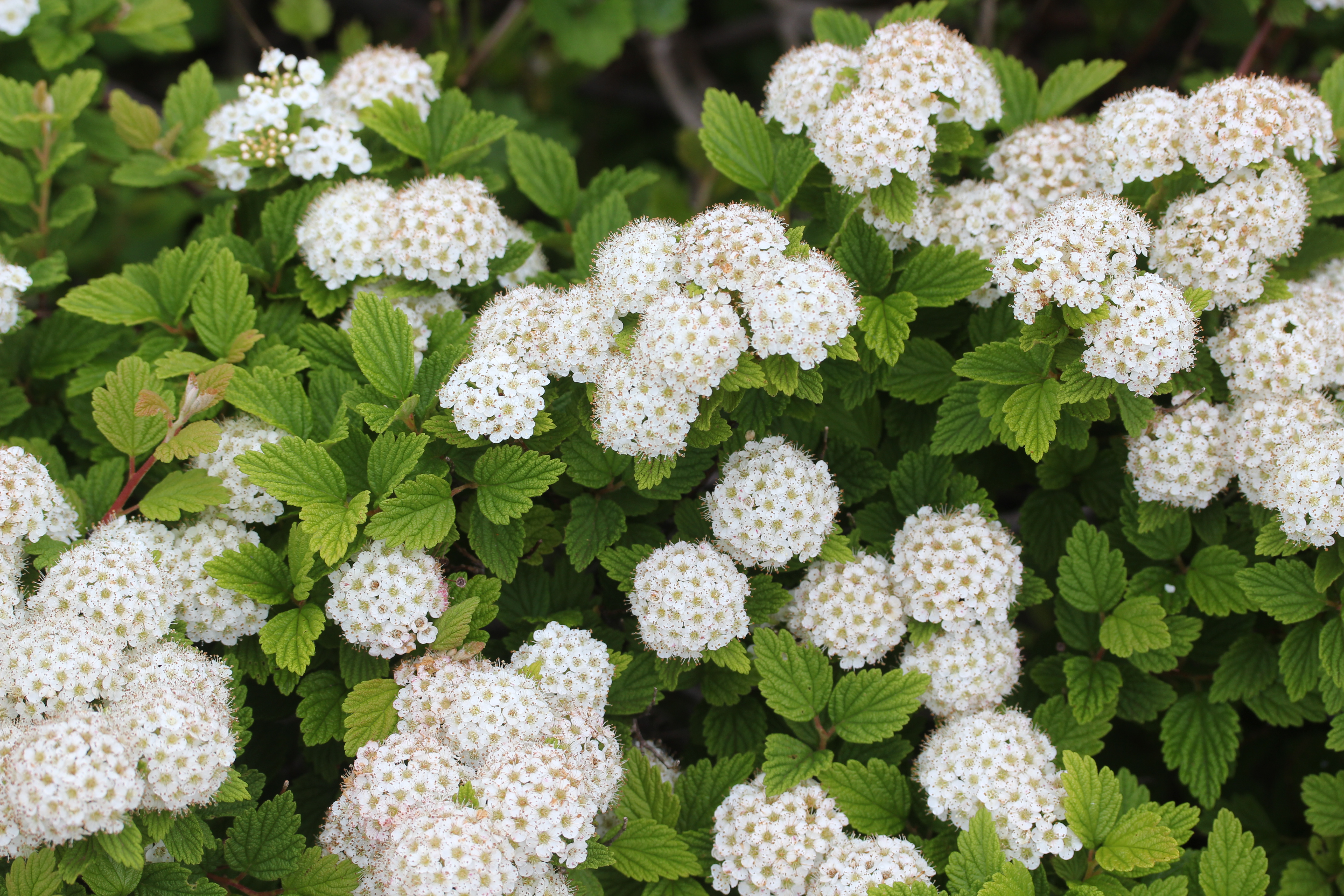